# Hideo Kojima
Hideo Kojima (jap. 小島 秀夫 Kojima Hideo; ur. 24 sierpnia 1963 w Setagayi, Tokio) – japoński projektant gier komputerowych, były wiceprezes Konami, prezes własnego studia Kojima Productions. Jest twórcą i reżyserem takich gier, jak Snatcher, Policenauts, Death Stranding czy seria Metal Gear. Hideo Kojima jest uznawany przez krytyków za jednego z najbardziej wpływowych i innowacyjnych twórców gier komputerowych w historii; według „Newsweeka” jest jednym z dziesięciu ludzi roku 2002. Magazyn „Next-Gen” umieścił go na siódmym miejscu listy „Hot 100 Developers” roku 2008, a portal IGN umieścił go w 2009 roku na szóstym miejscu listy „100 najlepszych twórców gier w historii”. Podczas MTV Game Awards w 2008 roku Hideo Kojima jako pierwszy w historii gali otrzymał nagrodę „Lifetime Achievement Award” dla twórcy gier komputerowych, a w 2009 na Game Developers Conference uhonorowano go wyróżnieniem „Lifetime Achievement Award”.

## Życiorys
Hideo Kojima urodził się 24 sierpnia 1963 roku w tokijskiej dzielnicy Setagaya. Kiedy był małym dzieckiem, z rodziną przeprowadził się na krótko do małego miasta Shirasaki, z którego po niedługim czasie przenieśli się do miasta Kawanishi w rejonie Kansai. Kojima twierdzi, że w dzieciństwie dużo czasu spędzał samotnie, oglądając telewizję i zajmując się sobą po powrocie ze szkoły. Pozostawanie samemu w domu i izolacja odbiły się na jego charakterze, gdyż jak twierdzi: "[kiedykolwiek] podróżuję i zostaję w hotelu, włączam telewizor zaraz jak wejdę do pokoju, by zająć się swoim uczuciem osamotnienia".
Pierwotnie chciał zostać artystą lub ilustratorem, ale często zniechęcał się do tego z powodu japońskich norm społecznych, w których preferowało się szukanie bezpiecznych i dobrze płatnych prac. Zniechęcenie powodowało również u niego świadomość problemów finansowych jego wujka, który był artystą.
Rozpoczął swoją karierę pisarską pisząc krótkie historyjki i wysyłając je do japońskich magazynów, które jednakże nigdy ich nie opublikowały. Twierdzi, że jego historie miały zazwyczaj po 400 stron, podczas gdy magazyny preferowały historie mające 100 stron. Po tym, razem ze swoim przyjacielem, skupił się na kręceniu filmów 8 mm kamerą.

## Kariera
W wywiadzie dla serii G4 Icons, Kojima dużo opowiada o swojej wczesnej karierze i wpływie gier wideo na jego życie. Dorastał oglądając filmy ze swoimi rodzicami. Głównie przypadło mu do gustu amerykańskie kino science-fiction. Studiując ekonomię na uniwersytecie, wolny czas poświęcał na granie w gry wideo na konsoli Famicom. Podczas czwartego roku studiów, Kojima zaskoczył swoich kolegów oświadczając im, że ma zamiar dołączyć do rynku gier wideo, pomimo wcześniejszych ambicji zostania reżyserem filmowym. Twierdził, że kariera w przemyśle gier wideo byłaby dla niego bardziej satysfakcjonująca. Wskazał Super Mario Bros. i Portopia Renzoku Satsujin Jiken jako gry, które zainspirowały go do podjęcia tej decyzji.

### Lata 80.
Początkowo Kojima bezskutecznie próbował dołączyć do przemysłu gier wideo. Jego pomysły na gry nigdy nie spotkały się z akceptacją, jednakże udało mu się znaleźć pracę w firmie Konami nad komputerami 8-bitowymi, MSX w 1986 roku. Nie był z tego za bardzo zadowolony, gdyż bardziej odpowiadało mu tworzenie gier na konsolę Famicom. Pomysły Kojimy na rozgrywki w grach były początkowo pomijane z powodu jego nieznajomości programowania. Z tego powodu Kojima rozważał porzucenie pracy w Konami, ale postanowił z tym poczekać.
Pierwszą grą, nad którą pracował jako asystent reżysera, była Penguin Adventure – sequel Antarctic Adventure. Pierwszą grą, której był w pełni twórcą, to Lost World – platformówka z 1986 roku. Gra została jednakże odrzucona przez prezesów Konami i nigdy nie została wydana.
Kojima został poproszony, by wziął udział w produkcji gry Metal Gear. Poprzez ograniczenia sprzętowe konsoli, które odbiły się na rozgrywce, Kojima postanowił oprzeć grę na cichej eksploracji i omijaniu przeciwników, aniżeli na walce z nimi. Metal Gear został wydany w 1987 roku na MSX2 w Japonii i niektórych krajach Europy. Gra ta została wydana bezpośrednio przez Ultra Games (firmy należącej do Konami) również na konsolę NES bez wiedzy i udziału Kojimy, który otwarcie skrytykował ten port i zawarte w nim zmiany w rozgrywce.
Jego następnym projektem była gra przygodowa Snatcher, wydana na NEC PC-8801 i MSX2 w 1988 roku tylko na terenie Japonii. Pomimo iż Kojima wraz ze swoją grupą stworzył całą historię w grze, został wraz z zespołem zmuszony do porzucenia finałowego aktu fabularnego w związku z ograniczeniami czasowymi. Snatcher sam w sobie został przez recenzentów bardzo dobrze oceniony, którzy zwrócili szczególną uwagę na nowy sposób przedstawiania fabuły, wstawki filmowe i sceny dla dorosłych graczy, jak również na grafikę, ścieżkę dźwiękową, bardzo dobry scenariusz, voice-acting, sekwencje strzelane i komputerową bazę danych z fikcyjnymi dokumentami opisującymi przedstawiany świat w grze. Wersja gry wydana na Mega-CD jako jedyna została zlokalizowana na język angielski i wydana tylko na terenie Ameryki Północnej (w tym rejonie konsola ma nazwę Sega-CD), jednakże – według Jeremy’ego Blaunsteina, jednego z członków grupy, która zlokalizowała grę – Snatcher sprzedał się tylko w nakładzie paru tysięcy kopii.

### Lata 90.
W 1990 roku Kojima brał udział w produkcji dwóch gier na MSX2 – spin-offu Snatchera zatytułowanego SD Snatcher i sequelu pierwszego Metal Geara – Metal Gear 2: Solid Snake.
SD Snatcher to gra z gatunku RPG, która przedstawia tę samą historię co oryginalny Snatcher, która jednak zawiera oryginalną wersję planowanego przez Kojimę zakończenia. Została wydana tylko na MSX2 i tylko na terenie Japonii.
W związku z sukcesem Metal Geara na konsolę NES Konami zdecydowało się na samodzielne stworzenie sequelu gry na tę samą konsolę bez udziału Kojimy – Snake’s Revenge. Kojima podczas powrotu do domu został zapytany przez członka grupy odpowiedzialnej za pierwszego Metal Geara, czy nie planowałby stworzenie "prawdziwego" sequelu Metal Geara. W rezultacie Kojima faktycznie rozpoczął plany stworzenia swojego własnego sequelu tej gry, która została wydana na MSX2 tylko na terenie Japonii. Dopiero w 2006 roku została zlokalizowana na język angielski i wraz z częścią pierwszą dołączona dodatkowo do rozszerzonego wydania trzeciej części Metal Gear Solid.
Wszystkie jego dalsze projekty po Metal Gear 2 były planowane na wydanie ich na płytach, pozwalając tym samym na nagranie voice-actingu. W 1992 roku wydał port Snachera na PC Engine Super CD-ROM. Jedyna wersja angielska tej gry została wydana na Mega-CD w Europie i Sega-CD w Ameryce Północnej. Kojima bezpośrednio nie był zaangażowany w porty Snatchera wydane na PlayStation i Segę Saturn w Japonii w 1996 roku.
W 1994 roku Kojima stworzył Policenauts, grę przygodową będącą połączeniem gatunków noir i science-fiction na platformę NEC PC-9821. Nadzorował proces przeniesienia tej gry na 3DO w 1995 roku, na PlayStation i Segę Saturn w 1996 roku, w których wszystkie posiadały animowane wstawki filmowe niedostępne na pierwotnej platformie PC-98. Wszystkie wydano tylko w Japonii. Pomimo zaplanowanego zlokalizowania gry na język angielski w 1996 roku na konsolę Saturn wycofano się z produkcji z powodu problemów ze zsynchronizowaniem angielskich dialogów z przerywnikami filmowymi. Za tłumaczenie gry wzięli się fani, którzy o północy, 24 sierpnia 2009, publicznie wydali patch do wersji gry na PlayStation. Chcieli w ten sposób uczcić 46. urodziny Kojimy.
W 1998 roku Kojima w pełni stworzył grę Metal Gear Solid na PlayStation, która została wydana na wszystkich kontynentach. Gra stała się przełomem w jego karierze stając się światowym sukcesem – sprzedała się w ponad 6-milionowym nakładzie i zebrała bardzo dobre recenzje, głównie za bardzo dobry styl rozgrywki, postacie i fabułę. Metal Gear Solid jest pierwszą grą w serii Metal Gear zawierająca grafikę 3D, voice-acting i filmowy klimat.

### 2000–2009
W 2000 roku Kojima wyjawił detale dotyczące sequelu pierwszego MGS-a – Metal Gear Solid 2: Sons of Liberty, planowanego na PlayStation 2. Wydana rok później gra stała się jeszcze większym sukcesem niż część pierwsza, zbierając lepsze recenzje i sprzedając się w 7-milionowym nakładzie. Szczegółowa grafika i rozwinięty styl rozgrywki szybko uczyniły z Sons of Liberty jedną z najbardziej oczekiwanych gier wśród graczy. Recenzenci zachwalili grafikę, rozgrywkę i fabułę, która opiera się na takich tematach jak cenzura, manipulacja, ojcobójstwo i demokracja. Gra spotkała się również z krytyką wśród fanów, którzy skarżyli się na postać Raidena – nowicjusza, którym gracz steruje przez zdecydowaną większość gry, podczas gdy postać Solida Snake'a została zamieniona z bohatera pierwszoplanowego na drugoplanowego.
Przed wydaniem MGS2, Kojima wyprodukował grę Zone of the Enders w 2001 roku. W 2003 roku wyprodukował Boktai: The Sun Is in Your Hand na GameBoy Advance. Natomiast po premierze MGS2, Konami zdecydowało się na stworzenie remake'u pierwszego MGS zatytułowanego Metal Gear Solid: The Twin Snakes i wydania go tylko na konsolę GameCube. Gra została wydana w 2004 roku. Stylem rozgrywki jest taka sama, jak Sons of Liberty, ze wstawkami filmowymi wyreżyserowanymi przez Ryūhei Kitamurę.
Kojima zdecydował się na stworzenie trzeciej części Metal Gear Solid, zatytułowanej Metal Gear Solid 3: Snake Eater i wydanej na PlayStation 2 (pomimo wcześniejszych planów wydania jej na PlayStation 3). Nie jest ona sequelem części drugiej, a prequelem całej serii, przedstawiając historię sprzed pierwszego Metal Geara. Snake Eater zdobył bardzo dobre recenzje, jednakże nie tak dobre jak część druga czy chociażby pierwsza.
W międzyczasie Kojima wyprodukował Boktai 2: Solar Boy Django – sequel Boktai: The Sun Is in Your Hand, która również została wydana na GameBoy Advance. Był również producentem Metal Gear Acid i Metal Gear Acid 2 wydanych na PlayStation Portable – dwóch gier należących do uniwersum Metal Gear, jednakże niemających nic wspólnego z prezentowanymi wcześniej historiami, będące same w sobie strategicznymi spin-offami.
W 2006 roku Kojima wyprodukował Metal Gear Solid: Portable Ops i napisał do niej scenariusz. Gra została wydana na PlayStation Portable i kontynuowała wydarzenia ze Snake Eater, wyprzedzając jednocześnie wydarzenia z Metal Gear. Rok później została wydana wersja gry Portable Ops Plus, w której zaimplementowano misje z oryginału, wykluczając całkowicie wątek fabularny.
Kojima chciał, aby postać Solida Snake'a pojawiła się w grze Nintendo Super Smash Bros. Melee, jednakże z powodu zbyt dalekiego poziomu produkcji gry, było to niemożliwe. Wraz z zatwierdzeniem Super Smash Bros. Brawl, producent serii Masahiro Sakurai skontaktował się z Hideo Kojimą i omówili włączenie Solida Snake'a do gry. Kojima dla SSBB stworzył także planszę dla Snake'a, wzorowaną na jednej z lokacji z pierwszego MGS-a.

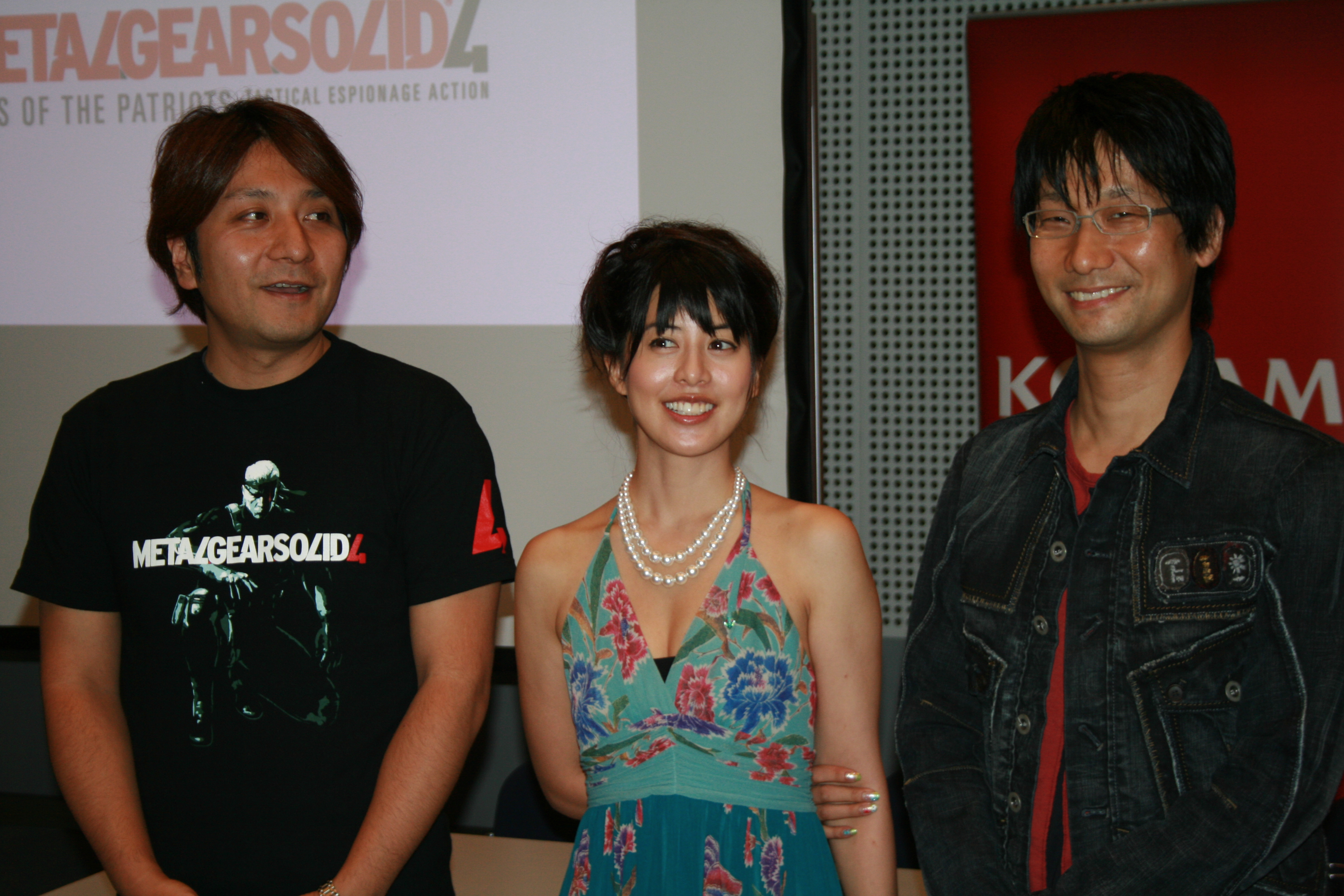
Od lewej: Kenichiro Imaizumi (producent), Yumi Kikuchi (aktorka grająca postać Raging Raven) i Hideo Kojima podczas promocji Metal Gear Solid 4: Guns of the Patriots.

Kojima pod naciskiem fanów postanowił stworzyć część czwartą Metal Gear Solid, zatytułowaną Metal Gear Solid 4: Guns of the Patriots i wydaną w 2008 roku na PlayStation 3. Wyreżyserował ją wraz z Shuyo Muratą.
W 2008 Kojima otrzymał nagrodę za życiowe osiągnięcia na gali MTV Game Awards w Niemczech. Po odebraniu nagrody powiedział po angielsku: "Muszę powiedzieć, że pomimo odebrania tej nagrody, nie odejdę na emeryturę. Będę kontynuował tworzenie gier tak długo, jak będę żył".
Pomimo postanowienia, że MGS4 będzie ostatnią grą w serii, za którą będzie w pełni odpowiedzialny, zapowiedział na targach E3 w 2009 dwie nowe gry z serii: Metal Gear Solid: Rising, której będzie producentem, oraz Metal Gear Solid: Peace Walker, którą wyreżyseruje, wyprodukuje i, do której napisze scenariusz. W wywiadzie dla Gamescomu w 2009 stwierdził, że jest bardziej zaangażowany w produkcję Peace Walkera. Gra została wydana w 2010 roku na PlayStation Portable i kontynuuje wątek zakończony w Portable Ops.

### od 2010
W wywiadzie na temat konsoli Nintendo 3DS Kojima stwierdził, że jest zainteresowany stworzeniem Metal Gear Solid na tę platformę, gdyż był ciekawy jak gra wyglądałaby w 3D, przez co w rezultacie port Snake Eater został potwierdzony na tę właśnie konsolę. W 2011 roku projekt Metal Gear Solid: Rising został zatytułowany Metal Gear Rising: Revengeance, a Kojima został producentem wykonawczym tej gry.
1 kwietnia 2011 roku, Hideo Kojima awansował na stanowisko wiceprezydenta Konami Digital Entertainment.
Wraz z Goichi Sudą i Akirą Yamaoka Kojima aktualnie pracuje nad radiową produkcją Sdatcher, która jest prequelem wydarzeń zaprezentowanej w jednej z pierwszych gier Kojimy, Snatcher.
W 2013 roku na Game Developers Conference Kojima zapowiedział Metal Gear Solid V: The Phantom Pain, piąty oficjalny rozdział historii serii Metal Gear, który wyreżyseruje, wyprodukuje i do którego napisze scenariusz. Wyznał również, że pomimo iż wielokrotnie mówił o swoim odejściu od serii, tym razem będzie to faktycznie ostatnia gra Metal Gear, nad którą będzie pracował.
Pod koniec marca 2015 z wszystkich stron promujących serię Metal Gear znikło nazwisko Kojimy i logo Kojima Productions. Anonimowe źródło z firmy Konami przekazało serwisowi Gamespot informację, że Hideo Kojima zostanie zwolniony po premierze Metal Gear Solid V The Phantom Pain. Anonim powiedział, że Hideo Kojima zażądał od zarządu awansu. Po tym zaczęły krążyć informacje o tym, że Hideo Kojima rzeczywiście chciał skończyć serię Metal Gear na nadchodzącym The Phantom Pain, ale Konami nie wyraziło na to zgody. Donna Bruke, wyznała, że Hideo Kojima odszedł dobrowolnie. Konami potwierdziło tylko, że Kojima przestanie z nimi współpracować, ale nie potwierdziło żadnej z tych wersji.
Kojima odszedł z Konami 15 grudnia 2015 roku, a 16 grudnia ogłosił otwarcie swojego własnego niezależnego studia Kojima Productions w partnerstwie z Sony Computer Entertainment.

## Inspiracje
Wpływ amerykańskich filmów na twórczość Hideo Kojimy jest bardzo duży, co najlepiej widać w Snatcherze i w większości gier Metal Gear. Snatcher sam w sobie jest inspirowany kilkoma filmami science-fiction z lat osiemdziesiątych, wliczając: Łowcę androidów, Akirę, Coś, Inwazję porywaczy ciał i Terminatora. Kolejne przykłady to m.in. pseudonim Solida Snake'a zapożyczony od nazwiska głównego bohatera filmu Ucieczka z Nowego Jorku – Snake'a Pliskeena; również nazwisko alter ego Solida z MGS2 – Iroquois Pliskin – zostało zapożyczone z tego filmu; prawdziwe imię Solida Snake'a, Dave, zapożyczone od imienia bohatera Odysei kosmicznej i chusta Snake'a zapożyczona z filmu Łowca jeleni. Filmy mają także wpływ na inne aspekty gier Kojimy. Hal Emmerich, nazywany przez bohaterów "Otaconem", został nazwany po robocie HAL-u z Odysei kosmicznej; scena w której Sniper Wolf strzela do Meryl – nawiązanie do filmu Full Metal Jacket; postać Psycho Mantisa zainspirowana filmem Furia i cały koncept Metal Geara zainspirowany filmami Wielka ucieczka i Działa Navarony. Również seria filmów James Bond miała wpływ na serię Metal Gear, w szczególności na część trzecią, której sceny początkowe przypominają filmy o Jamesie Bondzie.

## Twórczość

### Reżyser
- 1987 – Metal Gear – MSX2, Mobile, NES, Famicom, PSV
- 1988 – Snatcher – PC88, MSX2
- 1990 – Metal Gear 2: Solid Snake – MSX2 (oryginalnie), PS2 (w pakiecie z Metal Gear Solid 3: Subsistence), PS3, PSV, X360 oraz telefony komórkowe (w kolekcji Metal Gear Solid HD)[35]
- 1992 – Snatcher CD-ROMantic – PC-Engine
- 1994 – Policenauts – PC98, 3DO, PS1, Saturn
- 1998 – Metal Gear Solid – PS1, PSV
- 1999 – Metal Gear Solid: Integral – PS1, PC
- 2001 – Metal Gear Solid 2: Sons of Liberty – PS2, PSV
- 2002 – The Document of Metal Gear Solid 2 – DVD/PS2
- 2002 – Metal Gear Solid 2:Substance – XBox, PS2, PC
- 2004 – Metal Gear Solid 3: Snake Eater – PS2
- 2005 – Metal Gear Solid 3: Subsistence – PS2
- 2006 – Metal Gear Solid: Digital Graphic Novel – PSP
- 2008 – Metal Gear Solid 2: Bande Dessinée – DVD
- 2008 – Metal Gear Solid 4: Guns of the Patriots / Metal Gear Online – PS3
- 2010 – Metal Gear Solid: Peace Walker – PSP, PSP Go
- 2011 – Metal Gear Solid: Snake Eater 3D – 3DS
- 2014 – Metal Gear Solid V: Ground Zeroes – PS3, PS4, X360, XOne, PC
- 2014 – P.T. – PS4
- 2015 – Metal Gear Solid V: The Phantom Pain – PS3, X360, PS4, XOne, PC
- 2019 – Death Stranding – PS4, PC, PS5
- Metal Gear Solid Delta: Snake Eater (gra w produkcji) – PS5, XOne, PC[36]

### Scenarzysta
- 1987 – Metal Gear – MSX2, Mobile, PS2, NES, Famicom, PSV
- 1988 – Snatcher – PC88, MSX2
- 1990 – SD Snatcher – MSX2
- 1990 – Metal Gear 2: Solid Snake – MSX2, Mobile, PS2, PSV
- 1992 – Snatcher CD-ROMantic – PC-Engine
- 1994 – Policenauts – PC98, 3DO, PS1, Saturn
- 1998 – Metal Gear Solid – PS1, PSV
- 1999 – Metal Gear Solid: Integral – PS1, PC
- 2001 – Metal Gear Solid 2: Sons of Liberty – PS2, PSV
- 2002 – Metal Gear Solid 2:Substance – XBox, PS2, PC
- 2004 – Metal Gear Solid: The Twin Snakes – GC
- 2004 – Metal Gear Solid 3: Snake Eater – PS2
- 2005 – Metal Gear Solid 3: Subsistence – PS2
- 2006 – Metal Gear Solid: Portable Ops – PSP
- 2007 – Metal Gear Solid: Portable Ops Plus – PSP
- 2008 – Metal Gear Solid 4: Guns of the Patriots / Metal Gear Online – PS3
- 2010 – Metal Gear Solid: Peace Walker – PSP, PSP Go
- 2014 – Metal Gear Solid V: Ground Zeroes – PS3, PS4, X360, XOne, PC
- 2014 – P.T. – PS4
- 2015 – Metal Gear Solid V: The Phantom Pain – PS3, X360, PS4, XOne, PC
- 2019 – Death Stranding – PS4, PC, PS5
- Metal Gear Solid Delta: Snake Eater (gra w produkcji) – PS5, XOne, PC[36]

### Producent
- 1998 – Metal Gear Solid – PS1
- 1999 – Metal Gear Solid: Integral – PS1, PC
- 2000 – Metal Gear: Ghost Babel – GBC
- 2001 – Zone of the Enders – PS2
- 2001 – Metal Gear Solid 2: Sons of Liberty – PS2
- 2002 – The Document of Metal Gear Solid 2 – DVD/PS2
- 2002 – Metal Gear Solid 2:Substance – XBox, PS2, PC
- 2003 – Zone of the Enders: The 2nd Runner – PS2
- 2003 – Boktai: The Sun Is in Your Hand – GBA
- 2004 – Metal Gear Solid: The Twin Snakes – GC
- 2004 – Boktai 2: Solar Boy Django – GBA
- 2004 – Metal Gear Solid 3: Snake Eater – PS2
- 2004 – Metal Gear Acid – PSP
- 2005 – Boktai 3: Sabata's Counterattack – GBA
- 2005 – Metal Gear Acid 2 – PSP
- 2005 – Metal Gear Solid 3: Subsistence – PS2
- 2006 – Stock Trading Trainer: Kabutore – NDS
- 2006 – Lunar Knights – NDS
- 2006 – Metal Gear Solid: Digital Graphic Novel – PSP
- 2006 – Metal Gear Solid: Portable Ops – PSP
- 2007 – Kabushiki Baibai Trainer Kabutore! Next – NDS
- 2007 – Metal Gear Solid: Portable Ops Plus – PSP
- 2008 – Twelve Tender Killers – Mobile
- 2008 – Metal Gear Solid 2: Bande Dessinée – DVD
- 2008 – Metal Gear Solid Mobile – Mobile
- 2008 – Metal Gear Acid Mobile – Mobile
- 2008 – Metal Gear Solid 4: Guns of the Patriots / Metal Gear Online – PS3
- 2008 – Metal Gear Online: Gene Expansion – PS3
- 2008 – Metal Gear Online: Meme Expansion – PS3
- 2009 – Metal Gear Online: Scene Expansion – PS3
- 2009 – Metal Gear Solid Touch – iPhone, iPod Touch, iPad
- 2010 – Metal Gear Arcade – automat
- 2010 – Metal Gear Solid: Peace Walker – PSP, PSP Go
- 2011 – Sdatcher – Radiowa produkcja
- 2013 – Metal Gear Rising: Revengeance – PS3, X360, PC
- 2014 – Metal Gear Solid V: Ground Zeroes – PS3, PS4, X360, XOne, PC
- 2014 – P.T. – PS4
- 2015 – Metal Gear Solid V: The Phantom Pain – PS3, X360, PS4, XOne, PC
- 2019 – Death Stranding – PS4, PC, PS5
- Metal Gear Solid Delta: Snake Eater (gra w produkcji) – PS5, XOne, PC[36]

### Pozostałe
- 1986 – Penguin Adventure – MSX2 – asystent reżysera
- 1986 – Lost Warld – MSX2 – reżyser i scenarzysta, gra anulowana
- 2008 – Super Smash Bros. Brawl – Wii – projektant planszy Shadow Moses
- 2009 – Gaitame Baibai Trainer: Kabutore FX – NDS
- 2010 – Castlevania: Lords of Shadow – PS3, X360 – producent wykonawczy
- 2011 – Sdatcher – pomysł

### Głos
- 1994 – Policenauts – AP oficer numer 2
- 1998 – Eurasia Express Satsujin Jiken – Podróżnik
- 1999 – Metal Gear Solid: VR Missions – Genola
- 2007 – Internet Pilot Drama Idea Spy 2.5 Daisakusen – Idea Spy 2.5
- 2008 – Metal Gear Solid 4: Guns of the Patriots – Bóg/On sam
- 2008 – Metal Gear Online – Żołnierze
- 2010 – Castlevania: Lords of Shadow – Chupacabra
- 2011 – Sdatcher – Little John
- 2014 – Metal Gear Solid V: Ground Zeroes – on sam
- 2015 – Metal Gear Solid V: The Phantom Pain – on sam
- 2020 – Cyberpunk 2077 – Oshima